# محمد اکبر استانکزی
محمد اکبر استانکزی (زاده ۱۳۶۰ ولسوالی پل علم - ولایت لوگر) سیاستمدار افغانستانی و نماینده مردم ولایت/استان لوگر در دوره شانزدهم مجلس نمایندگان است. وی در مجلس شانزدهم نمایندگان افغانستان عضو کمیسیون مالی، بودجه، محاسبات عمومی و امور بانک‌ها می‌باشد.

## زندگی‌نامه
محمد اکبر استانکزی زاده ۱۳۶۰ از ولسوالی پل عَلم ولایت لوگر است. وی تحصیلات متوسطه خود را در لیسه/دبیرستان بی‌بی عایشه صدیقه در پیشاور پاکستان به اتمام رسانید و سپس تحصیلات خود را در دانشگاه دعوت کابل ادامه داد.

## دیگر فعالیت‌ها
دیگر فعالیت‌های وی:
- تأسیس شرکت بازرگانی، ساختمانی